# 위홍 (동해태수)
위홍(韋弘, ? ~ ?)은 전한 후기의 관료로, 우부풍 평릉현(平陵縣) 사람이다. 승상 위현의 차남이다.

## 행적
신작 원년(기원전 61년), 위현이 죽었다. 위현의 아들들 중 장남 위방산은 요절하였기 때문에, 위현이 갖고 있었던 부양후(扶陽侯) 작위는 위홍이 이을 예정이었다.
한편 위홍은 태상의 승(丞)에 임명되어 종묘와 능원을 관리하는 일을 맡고 있었는데, 바삐 일하면서 잘못을 많이 저질렀다. 생전에 위현은 위홍이 작위를 잇는 데에 문젯거리가 생기지 않게 하기 위하여, 위홍에게 스스로 관직에서 물러나라고 하였으나, 위홍은 그만두지 않았다. 결국 위현의 병세가 위독해졌을 때, 위홍은 종묘의 일에서 저지른 잘못으로 옥에 갇히고 말았다. 가족들은 위현에게 누가 작위를 잇게 할지 물어보았으나, 위현은 몹시 한스러워 대답하지 못하였다.
이에 박사 의천(義倩)을 비롯한 위현의 문하생들은 위현의 가족들과 논의하여, 막내 위현성에게 작위를 물려주겠다는 글을 위현의 명의로 꾸며 가승(家丞)을 통해 대홍려에게 제출하였다. 위현성은 자신이 작위를 잇는 것이 위현의 본뜻이 아님을 알아 거짓으로 미친 체하며 피하였으나, 선제의 명으로 결국 작위를 이어받았다.
위홍은 벼슬이 동해태수에 이르렀다. 아들 위상은 애제 때 대사마를, 증손 위표는 후한 때 대홍려를 지냈다.

## 출전
- 반고, 《한서》 권73 위현전